# Dellacasiellus claudus
Dellacasiellus claudus är en skalbaggsart som beskrevs av Henry Clinton Fall 1932. Dellacasiellus claudus ingår i släktet Dellacasiellus och familjen Aphodiidae. Inga underarter finns listade i Catalogue of Life.